# ليوناردو غولن ميدينا
ليوناردو غولن ميدينا هو سياسي مكسيكي، ولد في 26 أكتوبر 1976 في San Luis Río Colorado ‏ في المكسيك. نشط حزبياً في حزب العمل الوطني. وقد انتخب عضو مجلس النواب المكسيك ‏.